# Marquesado de Soto Florido

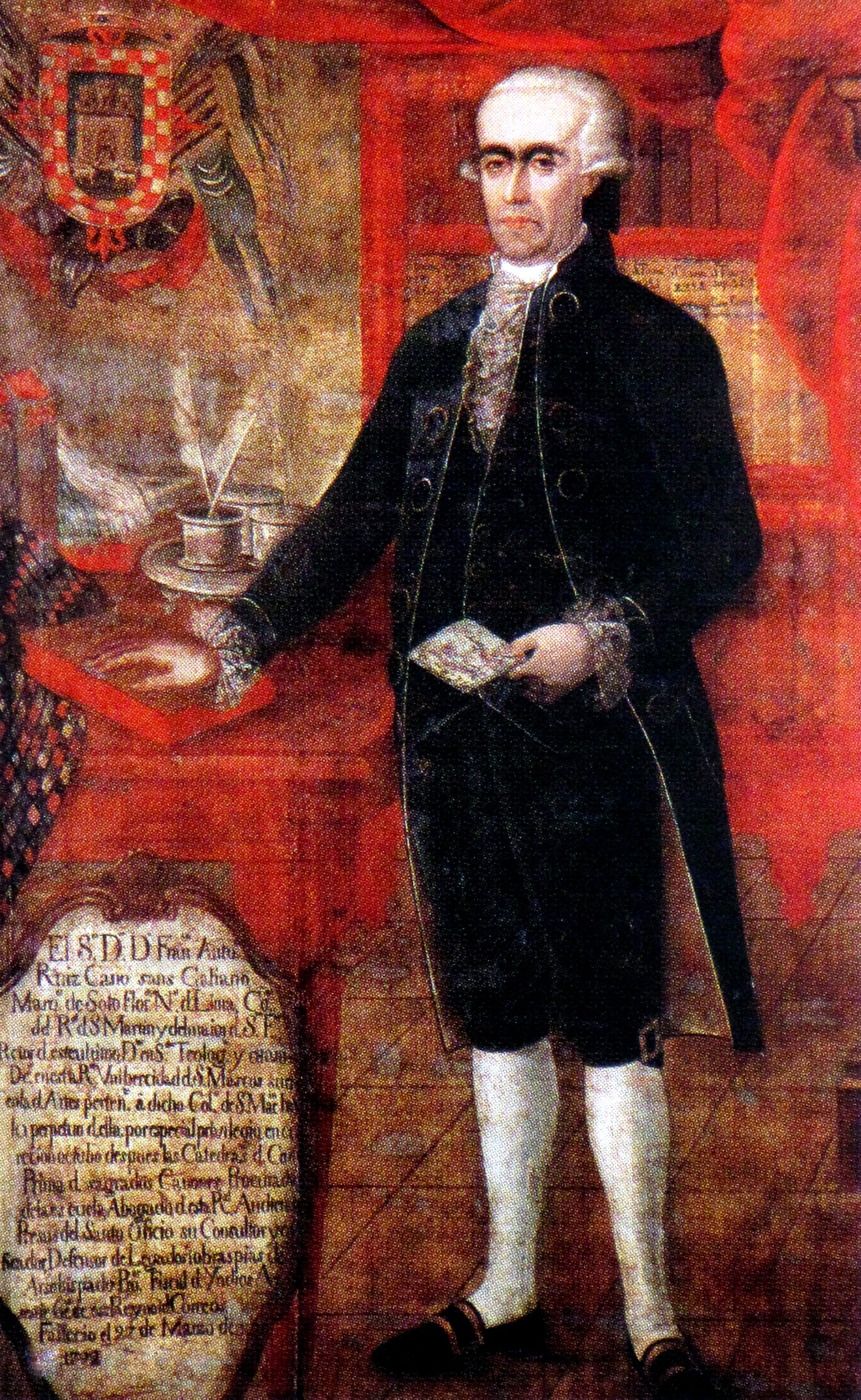
Francisco Ruiz Cano, IV marqués de Soto Florido.

El Marquesado de Soto Florido, fue un título nobiliario español concedido en 1696 a una familia de origen castellano, establecida en Lima, dedicada al comercio y dueña de grandes propiedades urbanas y rurales, cuyos miembros ocuparon altos cargos administrativos y académicos.

## Marqueses de Soto Florido
|                        | Titular                                             | Periodo                |  |
| Creación por Carlos II | Creación por Carlos II                              | Creación por Carlos II |  |
| ---------------------- | --------------------------------------------------- | ---------------------- |  |
| I                      | Tomás González Galiano y Briones                    | 1696 - ?               |  |
| II                     | José Francisco González Galiano y Briones           | ? - 1735               |  |
| III                    | Narcisa Sáenz Galiano                               | 1735 - ?               |  |
| IV                     | Francisco Ruiz Cano y Sáenz Galiano                 | ? - 1792               |  |
| V                      | María Mercedes Negreiros, III Marquesa de Negreiros | 1792 - 1803            |  |

## Historia de los Marqueses de Soto Florido
- Tomás González Galiano y García Rangel, caballero de Calatrava,  I marqués. Hijo del capitán extremeño Francisco González Galiano y de la criolla limeña Leonarda García Rangel y Briones. Soltero, le sucedió su hermano.
- José González Galiano y García Rangel, corregidor de Huamalíes y caballero de Calatrava,  II marqués. Sin descendencia, le sucedió su sobrina.
- Narcisa Sáenz Galiano,  III marquesa. Hija de Juan Sáenz de Sicilia y Ariza y de Isabel González Galiano. Casada con Pablo Ruiz Cano y Pérez de Vargas, le sucedió su hijo.
- Francisco Ruiz Cano y Sáenz Galiano,  IV marqués, catedrático de la Universidad de San Marcos y autor de la obra satírica Drama de los palanganas: veterano y bisoño. Soltero, le sucedió su sobrina.
- María Mercedes Negreiros y Ruiz Cano, V marquesa. Hija de Domingo de Negreiros y Gondra, II marqués de Negreiros, y de Mariana Ruiz Cano. De su relación con el futuro oidor Manuel García de la Plata, dejó dos hijos ilegítimos.

- Datos: Q16600690